# Platja de Mariayu
La platja de Mariayu està situada en el concejo asturià de Cudillero i pertany a la localitat de Oviñana. Forma part de la Costa Occidental d'Astúries.

## Descripció
Es tracta d'una platja aïllada en forma lineal, envoltada de penya-segats extremadament verticals. Per localitzar la platja hi ha localitzar primer els dos pobles més propers: Oviñana i Riego de Abajo. Està totalment envoltada de penya-segats verticals de gran altura el que fa pràcticament impossible el seu accés per a persones no especialitzades en descensos.
S'arriba als penya-segats que l'envolten fent el camí del marge dret del «Cap Vidio» en adreça aquest. La identificació que s'ha arribat a ella és que té un illot pràcticament inaccessible. Per caminar pels seus voltants és recomanable anar abillats amb botes i pantalons forts per evitar les burxades dels matolls, que estan per tota la vora i, al seu torn, prendre precaucions respecte a aquesta vora doncs de vegades no està ben definit i pot implicar fatals conseqüències.